# Lauren Jeska
Lauren Jeska, née Michael Graham Jameson le 5 septembre 1974 à Lancaster, est une coureuse de fond anglaise transgenre spécialisée en course en montagne. Elle a terminé deuxième du Grand Prix WMRA 2010 et est championne de Grande-Bretagne de fell running 2012.

## Biographie
Née Michael Graham Jameson, Lauren grandit dans sa ville natale de Lancaster et démontre de bons résultats en cross-country. En 1998, elle annonce à ses parents qu'elle désire changer de sexe, puis abandonne ses études de doctorat à l'université d'Oxford en 2000 pour subir son opération de gonadectomie. Elle reprend ses études à l'université de Leeds où elle décroche un master en études de genre,.
Elle reprend la compétition et découvre le fell running en 2008, discipline dans laquelle, elle s'illustre rapidement, remportant la course de Blackshaw Head à ses débuts.
Elle connaît une excellente saison 2010, s'illustrant non seulement sur le plan national mais également international en prenant part au Grand Prix WMRA. Elle remporte le titre de championne d'Angleterre de fell running en s'imposant aux courses de Sedbergh Three Peaks et de Holme Moss. Elle décroche un podium en Autriche sur la Harakiri-Run et se classe deuxième du Grand Prix WMRA, lors d'une saison dominée seulement par Andrea Mayr.
Elle décroche son second titre de championne d'Angleterre en 2011 et s'illustre également sur route en remportant le marathon de Lucerne.
Elle remporte son troisième titre anglais en 2012 et remporte également le titre de championne de Grande-Bretagne de fell running grâce à deux victoires aux courses de Coledale et de Moel Wnion. Elle s'essaie également au skyrunning. Lors de sa première course dans la discipline à Zegama-Aizkorri, elle lance une attaque à mi-course et se retrouve brièvement en tête. Elle termine finalement au pied du podium. Elle décroche ensuite une sixième place à la Dolomites SkyRace et une cinquième place au marathon de Pikes Peak.
Bien que son statut de femme trans n'ait jamais été remis en question auparavant, elle se voit refuser sa participation au marathon de Londres 2015 dans la catégorie élite pour des motifs évasifs et se voit également refuser la participation à la course du Snowdon où son genre est remis en question. En juin 2015, UK Athletics lui demande de fournir des échantillons sanguins afin de mesurer son taux de testostérone et menace de lui invalider tous ses précédents résultats si elle ne s'y conforme pas. Se sentant menacée et craignant de voir son passé dévoilé en public, elle ne fournit pas les échantillons demandés. Très affectée par la réunion de juin, elle souffre de trouble de stress post-traumatique,.
En mars 2016, elle attaque Ralph Knibbs, un ancien joueur de rugby et directeur des ressources humaines chez UK Athletics, par peur de voir perdre ses titres et son statut de femme si elle se conforme aux demandes exigées. Elle poignarde Ralph à la tête et à la gorge, lui causant des dommages aux nerfs engendrant une perte de vue partielle définitive. Elle agresse également deux employés de UK Athletics venus défendre Ralph. En mars 2017, elle est jugée coupable de tentative de meurtre et condamnée à 18 ans de prison. Elle purge sa peine dans la prison pour femmes de HMP Foston Hall dans le Derbyshire,.

## Palmarès

### Course en montagne
| no  | féminin            | Course                          | Longueur | Départ          | Temps           |
| --- | ------------------ | ------------------------------- | -------- | --------------- | --------------- |
| 53e | Médaille de bronze | Course du Snowdon               | 15,35 km | 24 juillet 2010 | 1 h 24 min 33 s |
| 45e | Médaille de bronze | Harakiri-Run                    | 10,4 km  | 1er août 2010   | 1 h 9 min 27 s  |
| 39e | Médaille de bronze | Course de montagne du Grintovec | 5,9 km   | 24 juillet 2011 | 58 min 38 s     |
| 98e | 4e                 | Zegama-Aizkorri                 | 42,2 km  | 20 mai 2012     | 5 h 4 min 11 s  |
| 86e | 6e                 | Dolomites SkyRace               | 22 km    | 19 août 2012    | 2 h 36 min 35 s |
| 25e | 5e                 | Marathon de Pikes Peak          | 42,2 km  | 19 août 2012    | 4 h 47 min 28 s |

### Route
| Année | Compétition                | Lieu      | Place | Épreuve       | Temps           |
| ----- | -------------------------- | --------- | ----- | ------------- | --------------- |
| 2011  | Semi-marathon de Liverpool | Liverpool | 1re   | Semi-marathon | 1 h 19 min 3 s  |
| 2011  | Marathon de Lucerne        | Lucerne   | 1re   | Marathon      | 2 h 48 min 17 s |

## Records
| Épreuve       | Performance     | Date            | Lieu     |
| ------------- | --------------- | --------------- | -------- |
| 10 kilomètres | 35 min 25 s     | 22 avril 2011   | Salford  |
| Semi-marathon | 1 h 19 min 32 s | 25 mai 2012     | Wilmslow |
| Marathon      | 2 h 48 min 17 s | 30 octobre 2011 | Lucerne  |